# J-STAGE
J-STAGE（ジェイ・ステージ）は、文部科学省所管の国立研究開発法人科学技術振興機構（JST）が運営する電子ジャーナルの無料公開システム。1998年にプロジェクトがスタートした。正式名称は科学技術情報発信・流通総合システム。J-STAGEは、学協会に対し、インターネット上で学術雑誌を公開するシステムとノウハウを無料で提供している。情報の迅速な流通と国際情報発信力の強化、オープンアクセスの推進を目的とする。

## 概要
J-STAGEは電子ジャーナルの公開をサポートする目的で1998年にスタートした。1990年代中頃から普及し始めたインターネットを通じての学術雑誌の公開、つまり電子ジャーナルの利用が日本語圏で遅れているという危機感から、科学技術振興事業団によって始められた。
J-STAGEの役割は、学会や協会に対し、電子ジャーナルを公開するためのノウハウとシステムを無償で提供していくことである。つまりインターネット上での著作権の取り扱いや、ウェブ・プログラミングなどの知識を持ち合わせていない学会や協会の運営者らに対し、そうしたノウハウとシステムを提供することで、簡易にインターネットで電子ジャーナルを発行していけるようにしている。
J-STAGEを使って電子ジャーナルを発行するサービスは、審査をパスすれば無料で利用できる。電子化された論文の閲覧はほとんどは無料で公開されている。しかし雑誌の発行元の選択に依存して、一部は有料での公開となっている。

## 取り扱いコンテンツ
J-STAGEは、医学・薬学系・工学系のジャーナルを中心に、自然科学・人文科学・社会科学分野の雑誌を収録している。使用言語別で見ると、38%が欧文で書かれた雑誌（欧文誌）、19%が日本語で書かれた雑誌（和文誌）、残りの43%が和欧混載誌となっている。

## アクセス
月間約600万から700万ほどのアクセス、月間100万回ほどの論文本文のダウンロードが行われている。アクセス元地域は、その約4割が日本(39.6%)からとなっている。海外からのアクセスは、中国(14.4%)、アメリカ(10.3%)、EU(4.5%)、インド(3.1%)、韓国(2.7%)、ドイツ(1.9%)、台湾(1.6%)と続く。年間を通してみると世界193ヵ国からのアクセス記録がある。

## 他プロジェクトとの関係
文部科学省が推進している学術情報の電子化プロジェクトは、科学技術振興機構の推進しているJ-STAGE、同科学技術振興機構の推進しているJournal@rchive、そして国立情報学研究所が運営しているCiNii、の三つが大きな柱となっていた。このうちJournal@rchiveのサービスは2012年5月1日にJ-STAGEに統合され、2012年9月現在、J-STAGEとCiNiiの二つが、日本語圏における学術文献の電子化プロジェクトの中心となっている。
それぞれのプロジェクトの住み分けはそれほどはっきりしたものではないが、おおよそ以下のような形となっていた。
- J-STAGE - 電子ジャーナルの出版支援。主な対象は医理工系の査読つき学術雑誌。
- Journal@rchive - 過去出版された紙製学術雑誌の電子化と公開支援。主な対象は医理工系の査読つき学術雑誌。2012年5月1日にJ-STAGEにサービスが統合されて消滅[4]。
- CiNii - 医理工系および人文・社会科学系の学術雑誌と大学紀要の電子化と公開支援。

たまにCiNiiとJ-STAGEの両方で同じ文献が重複してPDF化されていることがある。こうした場合に、CiNiiのファイルは画像データで文字検索ができないが、J-STAGEのファイルはテキスト化されていて文字検索できるといった違いが生じる場合がある。